# الغزوات المغولية على جورجيا

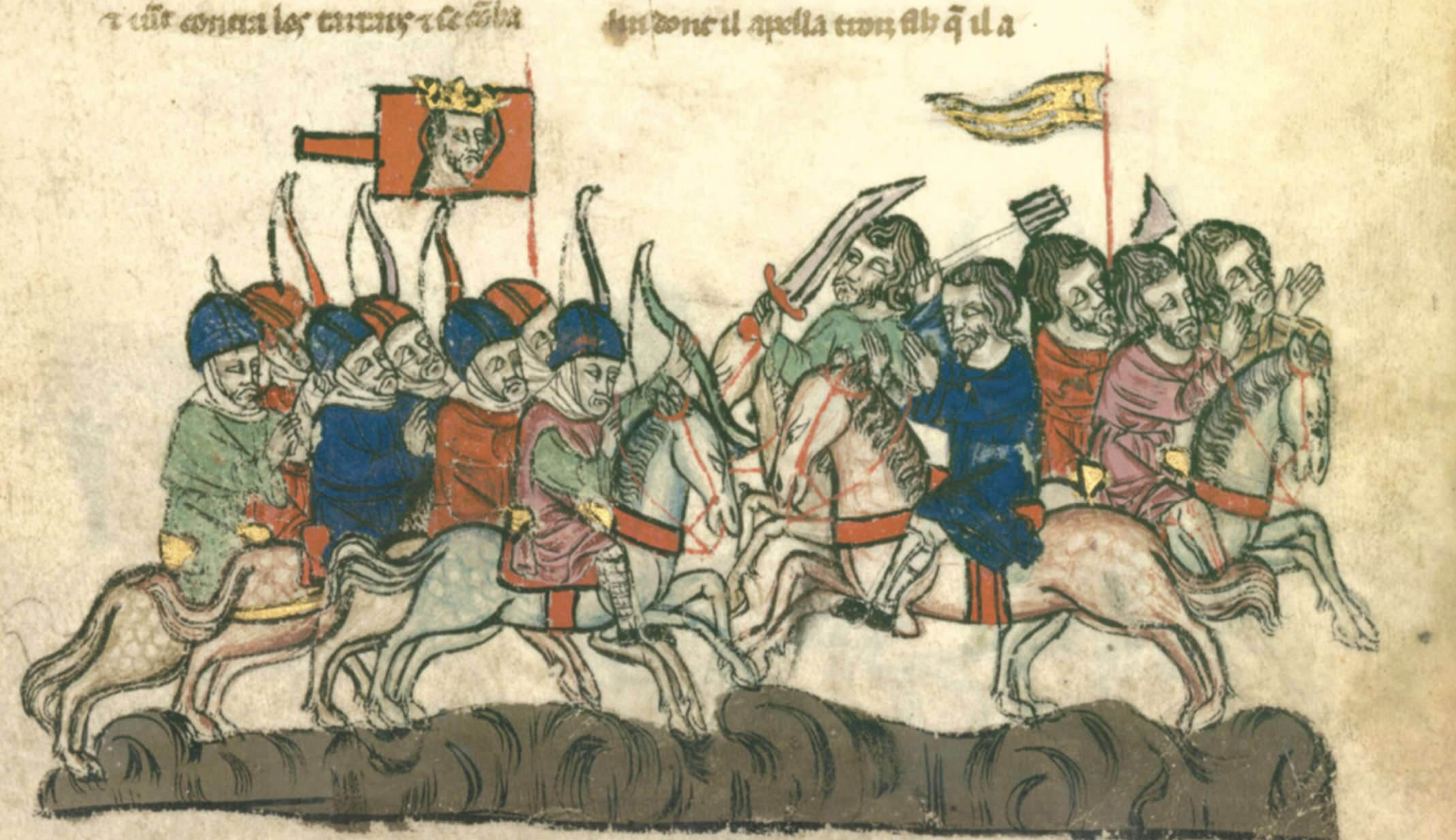

اشتملت الغزوات المغولية على مملكة جورجيا، التي كانت مؤلفة في ذلك الوقت من جورجيا وأرمينيا وقسم كبير من القوقاز، على غزوات وهجمات واسعة النطاق طيلة القرن الثالث عشر. ظهرت إمبراطورية المغول للمرة الأولى في القوقاز عام 1220، إذ طارد القائدان سوبوتاي وجبه نويان محمد خوارزم شاه الثاني (علاء الدين محمد الثاني)، ملك خوارزم، إبان تدمير الامبراطورية الخوارزمية. بعد سلسلة من الهجمات التي هزمت الجيوش الجورجية والأرمنية مجتمعة، تابع سوبوتاي وجبه شمالًا لغزو روس الكييفية. بدأ الغزو المغولي الكامل للقوقاز وشرق الأناضول في عام 1236، حيث أخضعت كل من مملكة جورجيا وسلاجقة الروم وإمبراطورية طرابزون، خضعت كل من مملكة أرمينيا الصغرى وولايات صليبية أخرى للحكم المغولي، وقُضي على الحشاشين واستمر حكم المغول في القوقاز حتى أواخر ثلاثينيات القرن الرابع عشر. خلال تلك الفترة، استعاد جورج الخامس ملك جورجيا المملكة لفترة وجيزة قبل أن تتفكك في النهاية بسبب غزوات تيمور لجورجيا.

## الهجمات الأولية
ظهر المغول لأول مرة على الأراضي الجورجية عندما كانت تلك الأخيرة في أوجها، مسيطرة على معظم بلاد القوقاز. حصل أول تماس في خريف عام 1220، لدى قيام قرابة 20 ألف مغولي بقيادة سوبوتاي وجبه بملاحقة الشاه المخلوع محمد الثاني الخوارزمي إلى بحر قزوين. بموافقة جنكيز خان، تقدم القائدان المغوليان غربًا في مهمة استطلاع. انخرطا في أرمينيا، ثم تحت السلطة الجورجية، وهزموا نحو 10 آلاف جورجي وأرمني بقيادة الملك جورج الرابع «لاشا» وقائده العسكري والقائد العام إيفان مخاردزالي في معركة خونان على نهر كوتمان. أصيب جورج بجروح بالغة في الصدر. لم يتمكن قادة المغول من التقدم إلى القوقاز في ذلك الوقت بسبب متطلبات الحرب ضد الإمبراطورية الخوارزمية، وعادوا جنوبًا إلى همدان. عندما بدأت المقاومة الخوارزمية في الانحسار، عاد المغول إلى المعركة في شهر يناير من العام 1221. على الرغم من عزوف الملك جورج في البداية عن خوض المعركة بعد هزيمته السابقة، إلا أن جبه وسوبوتاي أجبروه على الحراك عبر تدمير بلاده وقتل شعبه. كانت معركة بارداف (في العصر الحديث: بردعة، أذبريجان) نصرًا حاسمًا آخر حققه المغول، مبيدين الجيش الجورجي. كانت جورجيا معرّاة، دخلها المغول كبعثة استكشاف واستطلاع صغيرة، وليس كجيش فتح. سار المغول بذلك شمالًا، سالبين شمال شرق أرمينيا وشرفان في طريقهم. أخذهم ذلك عبر القوقاز إلى ألان والسهوب الروسية الجنوبية حيث أطاح المغول بالقفجاق الروس في معركة نهر كالكا عام 1223.
تركت هذه الهجمات المفاجئة أهل جورجيا في حالة من الارتباك والحيرة فيما يتعلق بهوية المهاجمين: يشير سجل أحد المعاصرين إلى عدم معرفته بطبيعة المهاجمين ولم يذكر أسمائهم. في عام 1223، عندما أرجأ المغول خططهم بشأن جورجيا، كتبت شقيقة الملك جورج الرابع وخليفتها الملكة روسودان في رسالة إلى البابا هونوريوس الثالث، أن الجورجيين اعتقدوا بكون المغول مسيحيين لمحاربتهم المسلمين، لكن تبين بكونهم وثنيين. تسبب الغزو المغولي سهوًا في تغيير مصير الحملة الصليبية الخامسة. كانت جورجيا قد اعتزمت إرسال جيشها رفيع المستوى لفتح جبهة ثانية في الشمال في الوقت الذي غزا فيه الصليبيون الأوروبيون من الغرب. نظرًا لأن المغول أبادوا الجيش الجورجي، لم يكن بوسع الأخير فعل شيء، وأمضى الصليبيون الأوروبيون وقتا حرجًا ينتظرون حلفائهم الذين لن يأتوا أبدًا.
خلال غزو ترانسوكسانيا في عام 1219، استخدم جنكيز خان المنجنيق الصيني في المعركة، ثم استخدمه مرة أخرى عام 1220 في ترانسوكسانيا. ربما كان الصينيون يستخدمون المنجنيق لإلقاء قنابل البارود، إذ كان ضمن حوزتهم في ذلك الوقت. في الغزو المغولي لشمال القوقاز في الفترة بين عامي 1239 و1240، استُخدمت الأسلحة الصينية مجددًا.

## الفتح المغولي لجورجيا
حصل الغزو الثالث والأخير للقوقاز من قبل المغول في عام 1236، هذا الاعتداء، والذي أنبأ بهزيمة جورجيا، كان مسبوقًا بالصراع المدمر مع جلال الدين منكبرتي، شاه لاجئ من خوارزم، طالب في عام 1225 بدعم الحكومة الجورجية له في حربه ضد المغول. فُرضت السيطرة على تبليسي عام 1226 في أعقاب الهجوم الخوارزمي، وانهار جزء كبير من القوة والرخاء اللذين تمتعت بهما مملكة جورجيا، لتُترك البلاد بلا حول ولا قوة أمام الغزوات المغولية القادمة.
بعد وفاة منغبورنو في عام 1231، تحررت يد المغول أخيرًا، وفي عام 1236، قاد القائد المغولي البارز جورماغون جيشًا كبيرًا ضد جورجيا والإمارات الأرمنية الخاضعة لها. خضع معظم النبلاء الجورجيين والأرمنيين، الذين شغلوا مناصب عسكرية على طول المناطق الحدودية، دون أي معارضة جديّة أو تمسك بالمقاومة لأجل قلاعهم، بينما فضل آخرون الفرار إلى مناطق أكثر أمنًا. واضطرت الملكة روسودان إلى إخلاء تبليسي لكوتايسي، ورحل بعض الناس إلى الجزء الجبلي من جورجيا، تاركين شرق جورجيا (الجزء غير الجبلي) بين يدي الأتابك (حاكم عسكري) أفاج مخرجرجريزلي وإغارسلان باكورتسيكيلي، اللذان أقاما سلامًا مع المغول واتفقا على دفع جزية لهم. كان النبيل البارز الوحيد الذي قاوم هو إيوان جاكيلي-تسيخيسجفرلي، أمير مسخيتي. دُمرت ممتلكاته الواسعة على نحو مخيف، واضطر إيوان في النهاية، بموافقة الملكة روسودان، إلى الخضوع للغزاة في عام 1238. واختارت جيوش المغول عدم عبور سلسلة الليخي الجبلية بحثًا عن الملكة الجورجية، تاركين جورجيا الغربية بمنأىً عن أعمال الشغب نسبيًا. حاول روسودان الحصول على دعم البابا غريغوري التاسع، لكن دون نجاح. رتّب الأتابك أفاج طلبها في عام 1243، واعترفت جورجيا رسميًا بحاكمها الخاقان العظيم. اضطرت البلاد إلى دفع جزية سنوية قدرها 50 ألف قطعة ذهبية ودعم المغول بالجيش.

## الحكم المغولي
أنشأ المغول ولاية غورستان، التي شملت جورجيا وجنوب القوقاز بأكمله، إذ حكموا فيها بشكلٍ غير مباشر، عن طريق العاهل الجورجي، الذي بُعث من قبل الخان العظيم. مع وفاة روسودان عام 1245، قسّمت فترة خلوّ العرش التي بدأت حينها القوقاز إلى ثمانية تومين (وحدات). مستغلين قضية الخلافة المعقدة، قسم المغول النبلاء الجورجيين إلى حزبين متنافسين، دعا كل منهم إلى أحقيته بالتاج. كان هؤلاء هم ديفيد السابع «أولو»، الابن غير الشرعي لجورج الرابع، وابن عمه ديفيد السادس «نارين»، ابن روسودان. بعد مؤامرة فاشلة ضد حكم المغول في جورجيا (1245)، جعل جيوك خان كلا مدعي العرش ملوكًا شركاء في عام 1247، في شرق المملكة وغربها على حد سواء. أٌلغي نظام الوحدات، لكن المغول راقبوا الإدارة الجورجية عن كثب من أجل تأمين تدفقٍ ثابت للضرائب والجزيات من الشعوب المعنية، الذين سُحبوا أيضًا للانضمام لجيوش المغول. حضر الجورجيون كل الحملات الرئيسية لأبناء الإلخانات الأرستقراطيين الذين خدموا في الدولة الإلخانية. حاربت وحدات جورجية كبيرة تحت راية المغول في ألموت (1256)، وبغداد (1258)، وعين جالوت (1260) ومواقع أخرى، خاسرين عشرات الآلاف من الجنود، في حين تُركت جورجيا والقوقاز عمومًا دون مدافعين من السكان ضد القوات المغولية التي أُرسلت لقمع الثورات العفوية التي اندلعت احتجاجًا على فرض الضرائب الفاحشة والعبء الثقيل للخدمة العسكرية. من عجيب المفارقات أنه في معركة جبل كوسه (1243)، حيث سحق المغول الروم السلاجقة، قاتل ما لا يقل عن ثلاثة آلاف عنصر من القوات الجورجية المساعدة في صفوف المغول، في حين كان الأمير الجورجي شمادل من أخالتسيكي قائدا في الجيش السلجوقي. حسب بينديكت من بولندا، فإن بعض الجورجيين الذين عاشوا تحت حكم المغول كانوا يُعاملون باحترام باعتبارهم أناسًا أقوياء ومحاربين.